# Ulrich Parzany
Ulrich Parzany (ur. 24 marca 1941) – niemiecki duchowny luterański, działacz w nurcie chrześcijaństwa ewangelicznego i ewangelikalnego, ewangelista.
Organizator i mówca ogólnoniemieckich kampanii ewangelizacyjnych „ProChrist”, których edycja odbywała się w 2008 roku w Polsce.

## Życiorys
We wczesnym okresie życia był pod wpływem pastora Wilhelma Buscha (1897-1966), wybitnego działacza neopietystycznego, dyrektora centrum duszpastersko-ewangelizacyjnego Weigle Haus w Essen. W 1964 ukończył studia teologiczne, ordynację na duchownego Ewangelickiego Kościoła Nadrenii przyjął w 1967. Został duszpasterzem w Weigle Hause. W latach 1984–2005 zajmował stanowisko sekretarza generalnego niemieckiego oddziału Young Men Christian Association. Był członkiem zarządu Niemieckiego Aliansu Ewangelickiego.
Od 1993 należy do czołowych organizatorów kampanii ewangelizacyjnych „ProChrist” wzorowanych na masowych ewangelizacjach Billy Grahama. W 2008 był głównym mówcą na takiej ewangelizacji w hali widowiskowej „Spodek” w Katowicach, współorganizowanej przez Centrum Misji i Ewangelizacji Kościoła Ewangelicko-Augsburskiego, która zgromadziła 30 tysięcy słuchaczy. W latach 2003–2005 kierował niemiecką sekcją Ruchu Lozańskiego, zrodzonego w wyniku odbytego w 1974 Lozańskiego Kongresu Ewangelizacji Świata.
W 1998 został odznaczony Orderem Zasługi Republiki Federalnej Niemiec na Wstędze (Verdienstkreuz am Bande).
W języku polskim ukazała się jego książka pt. Dobry początek. O zwątpieniu i zdziwieniu (Dzięgielów: Wydawnictwo "Warto" Centrum Misji i Ewangelizacji, 2007; ISBN 978-83-89953-36-0).